# Eingana Corona
Eingana Corona est une corona, formation géologique en forme de couronne, située sur la planète Vénus par 5° N et 350° E. Elle est localisée dans le quadrangle de Sif Mons. Elle a été nommée en référence à Eingana, déesse aborigène serpent, faiseuse de tous les êtres. 

## Géographie et géologie
Eingana Corona couvre une surface circulaire d'environ 375 km de diamètre. 